# Mirabaud LX

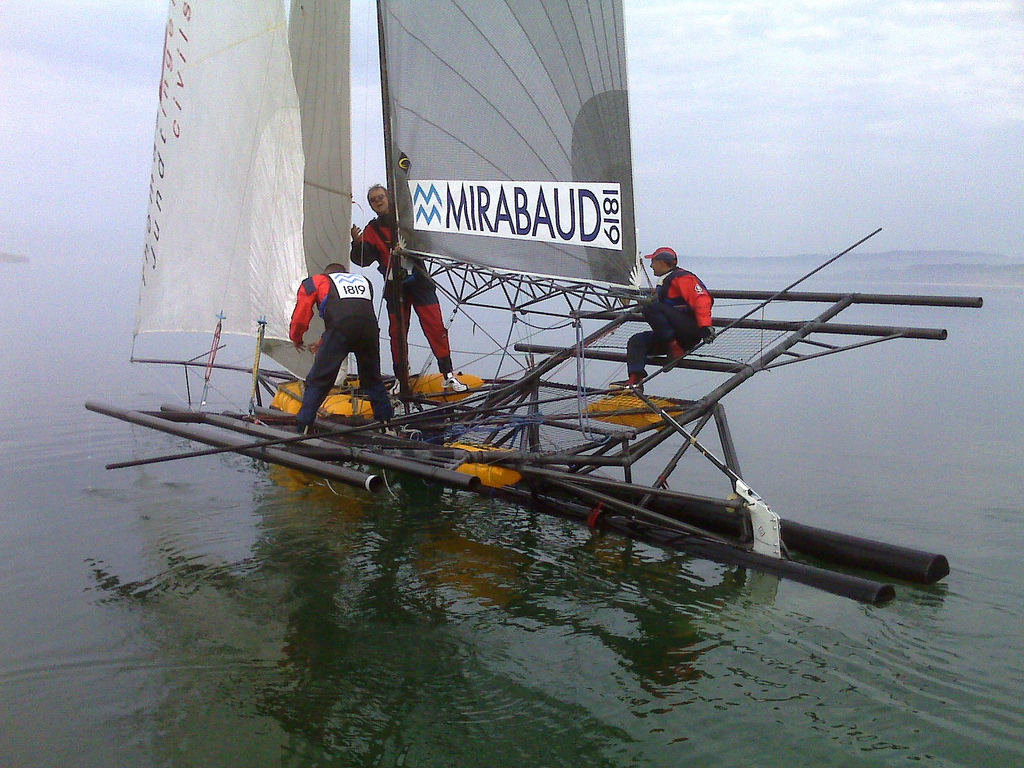
Mirabaud LX

Die Mirabaud LX ist ein 2008 entwickeltes experimentelles, offenes Segelboot in Kohlenstofffaser-Bauweise ohne Schiffsrumpf. Dieses Boot wurde von dem Ingenieur Thomas Jundt entworfen und konzipiert.

## Prinzip
Bei der Mirabaud LX handelt es sich um ein Segelboot, das von Hydroflügeln (Hydrofoils; Tragflügel bei Wasserfahrzeugen) aus dem Wasser gehoben und getragen wird, sobald es eine bestimmte Geschwindigkeit erreicht hat. Die Schwimmfähigkeit des rudimentären Rumpfes wird nur für die Übergangsphase vor dem „Abheben“ benötigt. Sind die Hydroflügel aktiv, entfällt der Wellenwiderstand des Rumpfes und auch der Reibungswiderstand wird nur noch von den Oberflächen der Flügen verursacht, was eine weitere Geschwindigkeitszunahme ermöglicht.
Angestrebt wurde eine Geschwindigkeit von 23 Knoten (43 km/h). Die Konstruktion eines Segelbootes, das leicht und schnell genug ist, um mit Hydroflügeln funktionieren zu können, war erst mit den modernen Konstruktionsformen und -materialien möglich.
Benannt ist das Boot nach seinem Sponsor, dem Genfer Bankhaus Mirabaud & Cie.

## Erfolge
2008 gewann das Boot die Bol d’Or auf dem Neuenburgersee. Bei der Bol d’Or auf dem Genfersee klassierte sich das Boot auf dem 53. Gesamtrang. Unter den Mehrrumpfbooten – das Boot wurde der schnellsten Kategorie zugeteilt – wurde es 20.
Das Boot hat die Ausgabe 2009 der Genève-Rolle-Genève gewonnen und hält seitdem den Geschwindigkeitsrekord für Einrumpfboote, der bei 3 Stunden, 43 Minuten und 47 Sekunden liegt.